# ダナー
ダナー（英: Danner）は、1932年創業のアメリカ合衆国オレゴン州のブーツメーカー。

## 沿革
1932年、チャールズ・ダナー、ウィリアム・ウィエンハーグとその甥の3人によって、アメリカウィスコンシン州で誕生した。当初は、ワークブーツを生産する工場で、低価格のワークブーツを製造・販売していた。ウィエンハーグが他界後は、本拠地をオレゴン州ポートランドに移し、事業をチャールズ・ダナー一人で行うようになった。第二次世界大戦中は、「造船所の靴」と呼ばれる樵用の作業靴メーカーとして有名になったが、チャールズ・ダナーは病気を患い、息子のビル・ダナーが後を引き継ぐようになる。1960年代には、ハイキングブーツを生産ラインに加え、「マウンテントレイル」というモデルを発表。当時、このモデルはバックパッカーの間で絶大な人気を博していた。1979年には、「ダナーライト」というモデルで、世界で初めてゴアテックスをブーツに採用する。現在では、アウトドアブーツの定番ブランドとして知られている。創業以来、「実際にダナーの靴を履く人が、不便を感じずに、使いやすく耐久性に富んだ靴を作る」がコンセプトである。
2012年、「ダナー」と「ラクロス」のブランドを所持していたラクロス社 (LaCrosse Footwear) をABCマートが買収した。

## 代表的なモデル
- ダナーライト(Danner Light)

1979年に開発されたダナーライトは、世界初のゴアテックスを採用したブーツとして知られている。フルグレイン防水レザーを使用した、レーストゥトゥのブーツで、アウトソールにはビブラム社のクレッターリフトソールを採用。ダナーの定番モデルである。
- マウンテンライト(Mountain Light)

マウンテンライトは、1960年代、バックパッカーたちに「最も理想的なハイキングブーツ」と絶賛された「マウンテントレイル」の後継モデルである。1982年、「マウンテントレイル」のライニングにゴアテックスを採用することによって誕生した。マウンテンブーツの定番モデルとして知名度を誇る。
※モデル名に「Light」が付く理由は、当時ヨーロッパ製の堅くて重いブーツが主流だった時代に画期的となる、軽さや動き易さを売りにしたブーツだったため。

## 現在のラインナップ
現在、ダナーはスタイルに応じて多種多様なブーツを製造している。アウトドア、ワーク、ミリタリー/ユニホーム、ラギッド、D.D-ライフ、アーバンウォーカー、クラシック等のシリーズが存在する。

## 日本での展開
1987年、ダナージャパンが設立される。
2012年7月6日、ABCマートが「ダナー」のブランドを手がけるラクロス・フットウェアを完全子会社化する。
2012年7月31日付でダナージャパンは事業を停止した。

## 関連文献
- 『別冊2nd Vol.15 ダナーブック』枻出版社〈エイムック〉、2013年、ISBN 978-4-7779-2974-0